# Mulliniemi
Mulliniemi är en udde i Finland. Den ligger i Nådendakl och landskapet Egentliga Finland, i den sydvästra delen av landet, 170 km väster om huvudstaden Helsingfors.
Terrängen inåt land är mycket platt. Havet är nära Mulliniemi västerut. Runt Mulliniemi är det glesbefolkat, med 14 invånare per kvadratkilometer. Närmaste större samhälle är Nådendal, 10,5 km öster om Mulliniemi. 